# Quartiere Campo dei Fiori
Il quartiere Campo dei Fiori è un complesso residenziale, appartenente al Municipio 8, situato tra i quartieri di Villapizzone e della Ghisolfa.

## Storia

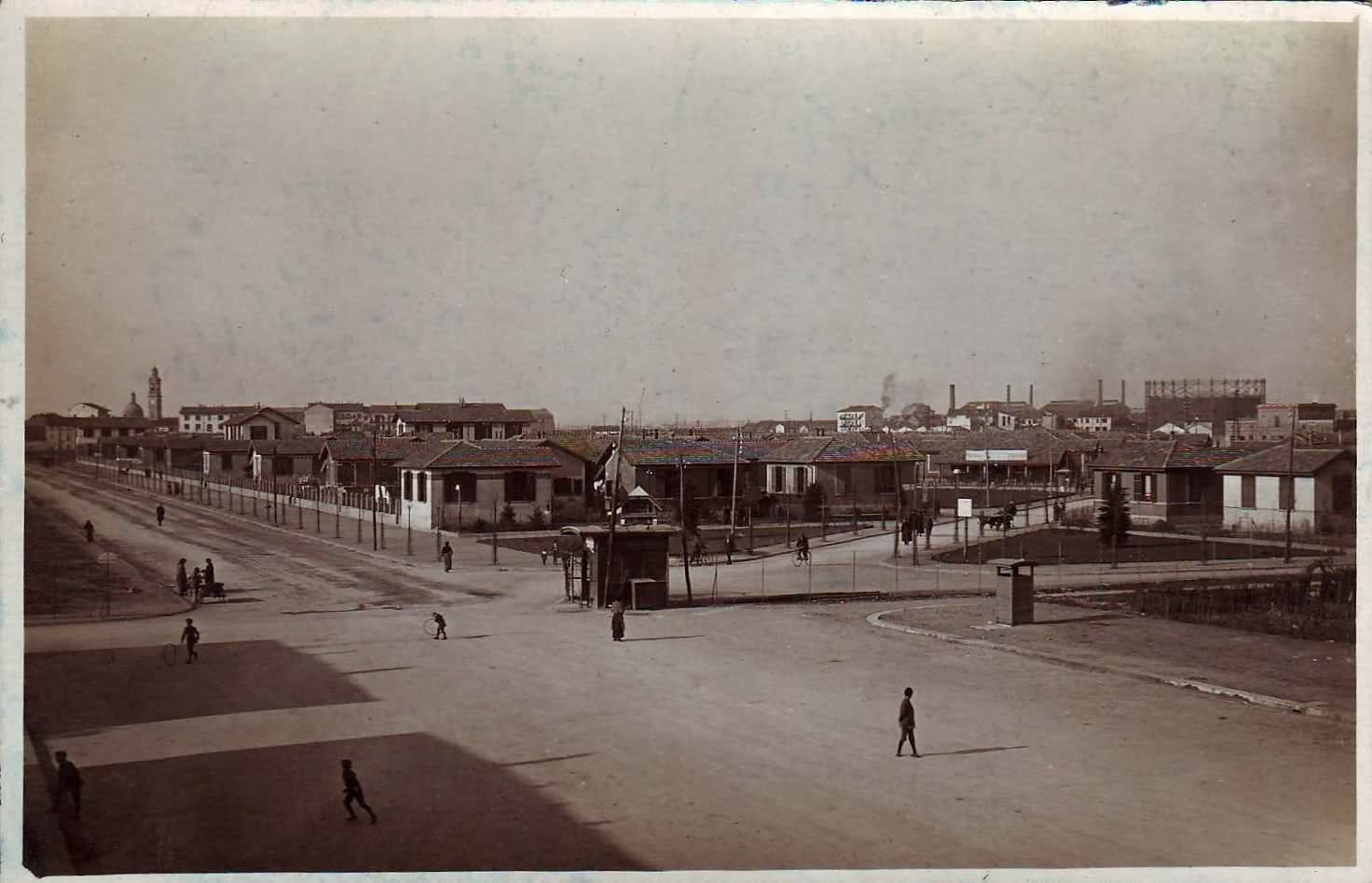
Il villaggio visto da via Mac Mahon nel 1921

Il villaggio Campo dei Fiori fu costruito nel 1919 dall'Istituto Autonomo Case Popolari per rispondere alla necessità abitativa della crescente popolazione milanese.
L'IACP decise di costruire un villaggio di villette monofamiliari attraversato da strade che portavano ciascuna il nome diverso di un albero, e che proprio quella specie ne caratterizzasse l'arredo floreale.
Le villette avevano caratteristiche tecniche modeste, alte un piano e con un piccolo giardino, e furono destinate a reduci di guerra e mutilati; più avanti ospitarono pensionati delle ferrovie dello stato.
Il villaggio aveva un asse centrale, viale dei Sicomori, che collegava via Mac Mahon alla stazione Bovisa FS.
Dalla stazione Bovisa FS era possibile accedere verso Milano alla stazione Varesine e verso l'esterno a Novara e Varese. Un passaggio a livello permetteva l'attraversamento dele linee ferroviarie FS e quindi l'accesso al quartiere Bovisa.
Durante la seconda guerra mondiale il quartiere fu in gran parte risparmiato dai bombardamenti, malgrado si trovasse pericolosamente vicino a una zona industriale e alle Ferrovie Nord. Delle 324 villette, sei risultarono distrutte e due sinistrate.
Dopo la guerra, mutate le condizioni socio-economiche del paese, si ritennero inadeguate le villette costruite. Si decise un nuovo piano urbanistico, non senza l'opposizione degli abitanti, con la demolizione delle villette e la costruzione prima di un edificio commerciale: uno dei primi punti di vendita della catena Esselunga e quindi edifici residenziali di piccola e media dimensione ai lati del quartiere, con appartamenti messi in vendita a privati.

### Demolizione e occupazione case

1971: Occupazione di un appartamento da parte di una famiglia

La demolizione delle villette popolari per far posto alla costruzione di condomini destinati alla vendita privata provocò molte proteste da parte degli abitanti, che dovettero rilocarsi altrove. I primi condomini costruiti, e non ancora venduti e abitati, furono soggetti ad una delle prime occupazioni politiche di case vuote in Italia. Questa avvenne all'alba del 22 gennaio 1971, promossa da Lotta Continua, Sinistra Proletaria, quest'ultima inoltre affisse manifesti col proprio simbolo di falce, martello e mitra sui muri delle abitazioni circostanti, ed altre organizzazioni della sinistra extraparlamentare attive in quel periodo, nell'ambito delle lotte per la casa.
L'occupazione di due palazzine costruite e ancora non abitate fu effettuata da 25 famiglie  e terminò con l'intervento della polizia che sgomberò gli edifici e arrestò 17 aderenti a Lotta Continua, 5 anarchici 2 militanti di Sinistra Proletaria.
Costoro furono processati il 17 febbraio: 23 imputati furono assolti e 2 condannati a 4 mesi per resistenza alle forze dell'ordine, tuttavia l'occupazione venne in qualche modo legittimata dalla sentenza emessa dalla magistratura  che accoglieva la tesi innovativa del pubblico ministero secondo il quale gli occupanti avevano agito in stato di necessità e che "tutti gli occupanti avevano il diritto ad avere una casa dallo Stato, avendo tutti quanti pagato i contributi Gescal. L'occupazione da parte degli sfrattati non integrava perciò il reato di invasione di edificio ma costituiva diritto".  
Questa occupazione venne poco dopo citata in un volantino delle Brigate Rosse lasciato sul luogo di un attentato incendiario, che viene considerata la prima azione formalmente rivendicata con la firma BR. 
L'area più interna dell'ex villaggio inizialmente non fu edificata, rimase abbandonata con affioranti i resti delle fondamenta delle villette rase al suolo, e solo dopo una decina di anni venne deciso di ripulire l'area e trasformarla in un parco, chiamato parco Campo dei Fiori, diventato in seguito parco Giovanni Testori in ricordo dello scrittore che ha ambientato alcuni suoi scritti vicino a quest'area.

## Caratteristiche
L'estensione del quartiere Campo dei Fiori è piuttosto modesta, con una lunghezza di circa 400 metri e una larghezza di 300.

A est è delimitato dalla tratto di ferrovia Milano Porta Garibaldi - Milano Certosa e segna il confine con la Bovisa e rappresenta la linea di divisione tra il Municipio 8 e il Municipio 9.
Il complesso nel suo nuovo assetto è un tipico quartiere residenziale ben ordinato con una serie di piccole palazzine condominiali ai lati del parco e gli edifici più alti affacciati in via Mac Mahon.
La chiesa di riferimento è quella di Gesù Maria Giuseppe, appartenente al Decanato Cagnola, in via Mac Mahon 113 dal lato della via non appartenente al quartiere.
Le scuole si trovano poco distante, nel quartiere Ghisolfa, con l'istituto comprensivo rinnovata.

## Infrastrutture e trasporti
La stazione Bovisa FS, con la costruzione del passante ferroviario di Milano è stata smantellata e sostituita dalla stazione di Milano Villapizzone distante pochi metri dal quartiere. 
Anche la viabilità è stata cambiata: per accedere alla Bovisa è stato costruito in via degli Ailanti un sottopasso alla ferrovia che si trova a Villapizzone, mentre il vecchio passaggio a livello è stato chiuso per permettere la costruzione della nuova stazione di Villapizzone.
Via Mac Mahon divide il quartiere dalla Cagnola, lungo la quale c'è l'asse tranviario con:
- Linea 19 (piazza Pompeo Castelli - Stazione di Lambrate)
- Linea 12 (Roserio - viale Molise)